# Nethinius pilosus
Nethinius pilosus là một loài bọ cánh cứng trong họ Cerambycidae.